# John Mellencamp
John Mellencamp, även känd som John Cougar Mellencamp, ursprungligen John J. Mellencamp, född 7 oktober 1951 i Seymour i Indiana, är en amerikansk sångare, musiker och låtskrivare. Hans texter handlar ofta om livet för vad som brukar kallas "vanligt folk" i USA och vad han upplever som fel i landet. Mellencamp har både i media och i sin musik varit kritisk mot republikanska politiker som Ronald Reagan och George W. Bush. John Mellencamp invaldes i Rock and Roll Hall of Fame år 2008. Han hade 2010–2014 ett förhållande med Meg Ryan.

## De tidiga åren
Mellencamp hade en tuff uppväxt och råkade flera gånger i trubbel med lagens långa arm. Han rymde hemifrån med sin gravida flickvän när han var 17 år och började uppträda ett år senare med ett band. Vid 24 års ålder bestämde han sig för att på allvar ge sig in i musikbranschen. Han flyttade till New York och skrev på ett kontrakt hos agenten Tony DeFries som insisterade på att Mellencamps första album, Chestnut Street Incident, skulle släppas under artistnamnet Johnny Cougar, ett beslut som Mellencamp själv menar att han inte hade vetskap om och som han inte gillade. Skivan floppade varpå Mellencamp förlorade sitt skivkontrakt hos MCA Records.

## Genombrott och framåt

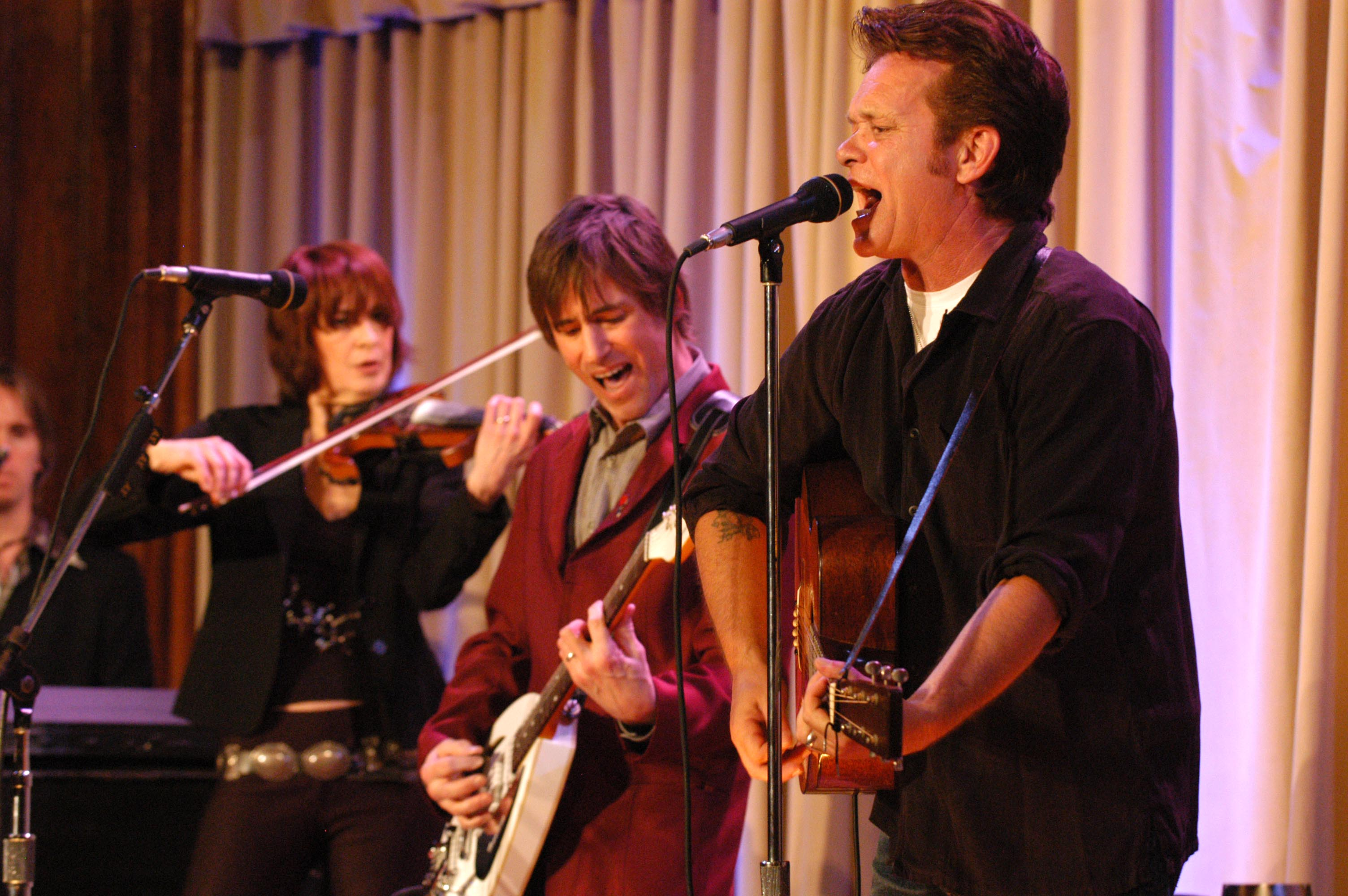
John Mellencamp, gratiskonsert vid Walter Reed Army Medical Center.

Mellencamp fick istället kontrakt på det lilla bolaget Riva Records vars mest kände artist var Rod Stewart. Han fick en första mindre hit 1979 med låten "I Need a Lover", och det fjärde albumet han släppte på det bolaget, American Fool blev hans amerikanska genombrott med en förstaplacering på albumlistan Billboard 200. Singeln "Jack & Diane" blev hans första och enda singeletta i USA, och "Hurts So Good" från skivan nådde #2 på Billboards singellista. Han belönades senare med en Grammy för låten. Inför sitt nästa album Uh-Huh började han kalla sig John Cougar Mellencamp. På albumet återfanns bland annat låten "Pink Houses" som tillhör hans mest kända låtar. Under de följande åren åtnjöt han sin största popularitet som artist med album som Scarecrow med hitsingeln "Small Town" (1985) och The Lonesome Jubilee (1987). Skivorna sålde bra i Nordamerika, Australien och Sverige men i Storbritannien och övriga Europa var de mer måttliga framgångar.
På 1990-talet strök han artistnamnet Cougar och började uppträda och släppa skivor under sitt riktiga namn John Mellencamp. Efter ett uppehåll i mitten av 2000-talet har han åter börjat släppa studioalbum från år 2007. 2010 kom albumet No Better Than This där Mellencamp använt enkel inspelningsutrustning från 1950-talet, vilket också gjorde att skivan spelades in i mono. Han har fortsatt återkommit med nya studioalbum med några års mellanrum.
John Mellencamp framträder med introduktionslåten, "Like a Rolling Stone", i hyllningskonserten för Bob Dylan 1992, The 30th Anniversary Concert Celebration.

## Diskografi (urval)
Album
- Chestnut Street Incident (1976)
- A Biography (1978)
- John Cougar (1979)

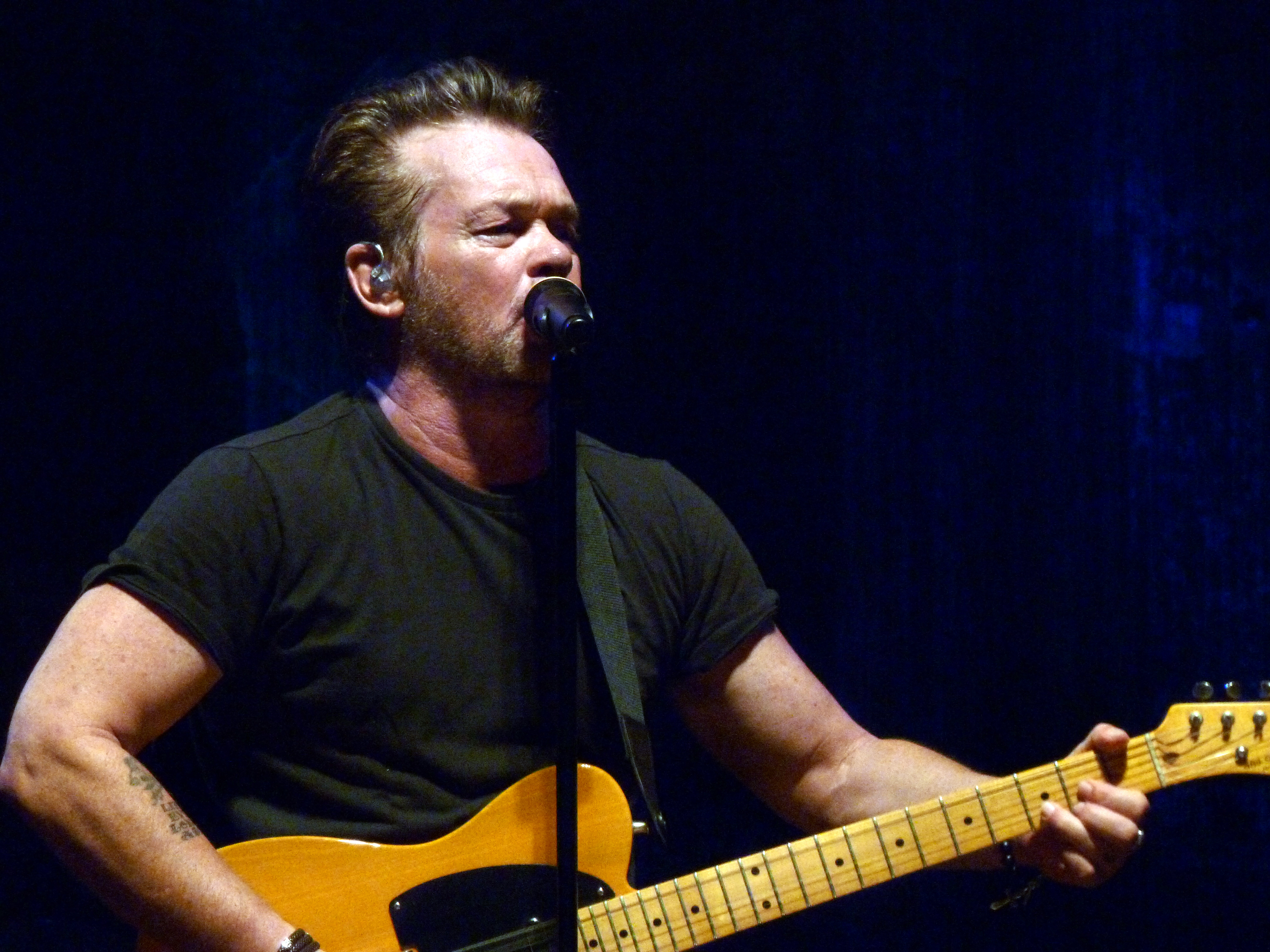
John Mellencamp i Berlin 2011.

- Nothin Matters and What If It Did (1980)
- American Fool (1982)
- The Kid Inside (1983)
- Uh-Huh (1983)
- Scarecrow (1985)
- The Lonesome Jubilee (1987)
- Big Daddy (1989)
- Whenever We Wanted (1991)
- Human Wheels (1993)
- Dance Naked (1994)
- Mr. Happy Go Lucky (1996)
- John Mellencamp (1998)
- Rough Harvest (1999)
- Cuttin' Heads (2001)
- Trouble No More (2003)
- Freedom's Road (2007)
- Life, Death, Love and Freedom (2008)
- No Better Than This (2010)
- Plain Spoken (2014)
- Sad Clowns & Hillbillies (2017)

Låtar (urval)
- "Hurts So Good", 1982
- "Jack & Diane", 1982
- "Pink Houses", 1983
- "Small Town", 1985
- "Paper in Fire", 1987